# أودل (بيدفوردشير)
أودِل (بالإنجليزية: Odell, Bedfordshire) هي قرية وأبرشية مدنية تقع في المملكة المتحدة في إنجلترا. يقدر عدد سكانها بـ 260 نسمة .